# Лексична картотека
Лексична картотека — сукупність лексичних карток із заголовними словами, під якими наведено тексти (одне чи кілька речень), що ілюструють їх вжиток у відповідному значенні, разом із джерелами цих текстів. 
Лексичні картотеки використовуються у лексикографії. Велику лексичну картотеку української мови має Інститут української мови НАН України.

## Лексична картотека Інституту української мови
Організацію першої лексичної картотеки української мови, яка стала основою для картотеки Інституту української мови, розпочала 1920 року Комісія для складання словника української живої мови при УАН на чолі з Агатангелом Кримським. За 5 років було зібрано понад 700 000 карток. Під час німецької окупації 1941—1943 велику частину картотеки було втрачено. По війні зусиллями мовознавців її відновлено, а згодом — істотно розширено. На кінець 1967 в лексичній картотеці вже налічувалося близько 4 млн карток, у 2000 — близько 6,5 млн.
На основі лексичної картотеки Інституту української мови було укладено одинадцятитомний «Словник української мови» (1970—1980).
Джерелом комплектування лексичної картотеки Інституту української мови були й залишаються переважно твори української художньої літератури від Котляревського до наших днів, а також підручники, посібники, науково-популярна та суспільно-політична література, твори усної народної творчості, преса тощо. 
За принципом поповнення картотеки, вона мусить мати кожне слово української мови незалежно від частоти його вживання, тому поряд із загальновживаною лексикою у ній наявні й архаїзми, діалектизми, неологізми тощо.
Ілюстрації розкривають усі випадки вживання слова в українській мові — прямі й переносні, їхні відтінки, випадки емоційного та образного використання, функціонування слова в стійких словосполуках і фразеологізмах тощо. 
Картотека відбиває також особливості вживання граматичних форм, синтаксичних конструкцій, правопису тощо.

## Джерело
- Лексична картотека // Українська мова : енциклопедія / НАН України, Інститут мовознавства ім. О. О. Потебні, Інститут української мови; редкол.: В. М. Русанівський  (співголова), О. О. Тараненко (співголова), М. П. Зяблюк та  ін. — 2-ге вид., випр. і доп. — К. : Вид-во «Укр. енцикл.» ім. М. П. Бажана, 2004. — 824 с. : іл. — ISBN 966-7492-19-2.